# Gerrie Knetemann
Gerrie Knetemann (nascido a 6 de março de 1951 em Amesterdão - falecido a 2 de novembro de 2004) foi um ciclista neerlandês, profissional entre os anos 1974 e 1989, durante os quais conseguiu 130 vitórias.
O maior lucro da sua carreira desportiva foi a medalha de ouro no Campeonato do Mundo de 1978, disputado em Nürburgring.
Também destacam as dez vitórias de etapa conseguidas ao longo de suas onze participações no Tour de France.
Depois de retirar-se do ciclismo profissional, foi nomeado selecionador nacional dos Países Baixos em 1991.
Faleceu à idade de 53 anos de um enfarte do coração enquanto montava em bicicleta na localidade de Bergen.

## Palmarés
| - 1974 - Amstel Gold Race - 1 etapa do Dauphiné Libéré - 1975 - 1 etapa do Tour de France - 2 etapas do Volta à Romandia - 1976 - Volta à Andaluzia, mais 2 etapas - Volta aos Países Baixos - 1977 - 2 etapas do Tour de France e Prêmio da Combatividade - 2 etapas da Paris-Nice - Quatro Dias de Dunquerque - 3.º no Campeonato dos Países Baixos de Ciclismo em Estrada - Grande Prêmio de Frankfurt - 1978 - Campeonato do Mundo de Ciclismo - Paris-Nice, mais 3 etapas - Tour do Mediterrâneo, mais 1 etapa - 2 etapas do Tour de France - 1 etapa da Volta à Suíça - G.P. Pino Cerami - Delta Profronde - 1.º no Acht van Chaam - 1979 - 1 etapa da Paris-Nice - 2 etapas do Tour de France - 1.º no Acht van Chaam - 1980 - Volta aos Países Baixos - Tour do Mediterrâneo, mais 1 etapa - 2 etapas da Paris-Nice - 1 etapa do Tour de France - Volta à Bélgica - Delta Profronde | - 1981 - Volta aos Países Baixos - 1 etapa do Volta à Romandia - 2.º no Campeonato dos Países Baixos de Ciclismo em Estrada - Nokere Koerse - 1982 - 2 etapas do Tour de France - 2 etapas da Tirreno-Adriático - Três dias de Panne - 1983 - Tour do Mediterrâneo, mais 1 etapa - 1984 - 2 etapas na Volta à Andaluzia - G.P. Pino Cerami - 1985 - Amstel Gold Race - 1986 - Volta aos Países Baixos - 1 etapa da Volta à Suíça - 1987 - Volta à Suécia |

## Resultados

### Grandes Voltas
| Corrida | Corrida         | 1974 | 1975 | 1976 | 1977 | 1978 | 1979 | 1980 | 1981 | 1982 | 1983 | 1984  | 1985 | 1986 | 1987 | 1988 |
| ------- | --------------- | ---- | ---- | ---- | ---- | ---- | ---- | ---- | ---- | ---- | ---- | ----- | ---- | ---- | ---- | ---- |
|         | Giro d'Italia   | —    | —    | —    | —    | —    | —    | —    | —    | —    | —    | —     | 94.º | —    | —    | —    |
|         | Tour de France  | 38.º | 63.º | Ab.  | 31.º | 43.º | 30.º | 38.º | 55.º | 47.º | —    | 103.º | —    | 84.º | 89.º | —    |
|         | Volta a Espanha | —    | —    | —    | —    | —    | —    | —    | —    | —    | —    | —     | —    | 59.º | —    | —    |

### Clássicas, Campeonatos e JJ. OO.
| Corrida                  | Corrida                  | 1974 | 1975 | 1976 | 1977 | 1978  | 1979 | 1980 | 1981 | 1982 | 1983 | 1984 | 1985 | 1986 | 1987 | 1988 |
| ------------------------ | ------------------------ | ---- | ---- | ---- | ---- | ----- | ---- | ---- | ---- | ---- | ---- | ---- | ---- | ---- | ---- | ---- |
| Omloop Het Nieuwsblad    | Omloop Het Nieuwsblad    | —    | 11.º | —    | —    | 20.º  | 21.º | 37.º | —    | 47.º | 48.º | —    | —    | X    | —    | —    |
| Kuurne-Bruxelas-Kuurne   | Kuurne-Bruxelas-Kuurne   | —    | 12.º | —    | —    | —     | —    | —    | —    | —    | —    | —    | —    | X    | —    | —    |
|                          | Milão-Sanremo            | —    | 38.º | 13.º | 47.º | 112.º | 15.º | 74.º | —    | 35.º | 59.º | —    | —    | —    | —    | —    |
| Gante-Wevelgem           | Gante-Wevelgem           | 54.º | —    | —    | 14.º | 27.º  | 31.º | 44.º | 41.º | —    | —    | —    | 78.º | —    | 43.º | —    |
|                          | Volta à Flandres         | 37.º | —    | —    | —    | —     | —    | —    | —    | —    | —    | —    | —    | —    | —    | —    |
|                          | Paris-Roubaix            | 55.º | —    | —    | —    | —     | —    | —    | —    | —    | —    | —    | —    | —    | —    | —    |
| Flecha Brabanzona        | Flecha Brabanzona        | —    | 3.º  | 14.º | 2.º  | 17.º  | 2.º  | —    | 13.º | 17.º | —    | 20.º | —    | —    | 28.º | —    |
| Amstel Gold Race         | Amstel Gold Race         | 1.º  | 7.º  | —    | 2.º  | 6.º   | 19.º | 45.º | 44.º | 16.º | —    | 25.º | 1.º  | —    | —    | —    |
| Flecha Valona            | Flecha Valona            | —    | 6.º  | —    | 4.º  | 4.º   | 14.º | —    | —    | —    | —    | —    | —    | 27.º | —    | —    |
|                          | Liège-Bastogne-Liège     | —    | 6.º  | —    | 15.º | 26.º  | 22.º | —    | 9.º  | —    | —    | —    | 46.º | —    | —    | —    |
| Campeonato de Zurique    | Campeonato de Zurique    | 10.º | —    | —    | 11.º | —     | 25.º | 39.º | 8.º  | —    | —    | —    | 62.º | —    | —    | —    |
| Paris-Tours              | Paris-Tours              | 18.º | 7.º  | 59.º | 56.º | 6.º   | 56.º | —    | 66.º | —    | —    | —    | —    | 95.º | 62.º | —    |
| Mundial em Estrada       | Mundial em Estrada       | Ab.  | 10.º | Ab.  | Ab.  | 1.º   | 13.º | Ab.  | Ab.  | Ab.  | —    | —    | Ab.  | —    | 57.º | —    |
| Países Baixos em Estrada | Países Baixos em Estrada | —    | 10.º | 7.º  | 3.º  | 10.º  | —    | —    | 2.º  | 14.º | —    | 16.º | —    | —    | —    | 21.º |

—: Não participa

Ab.: Abandona

X: Edições não celebradas